# Lew Diomin
Lew Stiepanowicz Diomin ros. Лев Степанович Дёмин (ur. 11 stycznia 1926 w Moskwie, zm. 18 grudnia 1998 w Gwiezdnym Miasteczku) – pułkownik lotnictwa, kosmonauta radziecki, Lotnik Kosmonauta ZSRR.

## Wykształcenie i służba wojskowa
- 1941 – ukończył w Moskwie szkołę podstawową nr 354.
- 1945 – rozpoczął naukę w wojskowych szkołach lotniczych, ale z uwagi na wadę wzroku trafił ostatecznie do wojskowej szkoły mechaników lotniczych, którą ukończył w czerwcu 1947 i przez pewien czas służył w armii w tym charakterze.
- 1949 – z wyróżnieniem zakończył lotniczą szkołę łączności i przez kilka lat służył w jednostkach zajmujących się rozpoznaniem radiolokacyjnym.
- 1961 – ukończył studia na Wydziale Radiotechniki Wojskowej Lotniczej Akademii Inżynieryjnej im. N. Żukowskiego. Później pozostał na uczelni.
- wrzesień 1961 – styczeń 1963 – był starszym pracownikiem jednego z laboratoriów Centralnego Instytutu Naukowo-Badawczego Lotnictwa (ЦНИИ ВВС), gdzie zajmował się samonaprowadzającymi rakietami klasy „ziemia – ziemia”.
- 15 maja 1963 – po obronie pracy na Wojskowej Lotniczej Akademii Inżynieryjnej im. N. Żukowskiego uzyskał stopień kandydata nauk technicznych w zakresie obrony przeciwrakietowej.
- 13 sierpnia 1983 – rozkazem Ministra Obrony ZSRR, z powodu choroby, został przeniesiony do rezerwy.

## Kariera kosmonauty i służba w Centrum Przygotowań Kosmonautów
- 10 stycznia 1963 – został członkiem drugiej grupy kosmonautów radzieckich.
- 1963 – 1965 – przeszedł dwuletni cykl ogólnych przygotowań do lotu w kosmos.
- styczeń 1965 – Diomin, po pomyślnie zakończonym szkoleniu, został skierowany do zespołu kosmonautów, którzy przygotowywali się do lotu w kosmos w ramach programów nadzorowanych przez wojsko.
- maj 1965 – styczeń 1966 – razem z Gieorgijem Bieriegowojem w załodze rezerwowej, jako kosmonauta-badacz, przygotowywał się do lotu na statku kosmicznym Woschod 3. Program Woschod został jednak zakończony zaledwie po dwóch lotach i wszystkie kolejne zaplanowane loty zostały odwołane.
- 1966 – 1974 – szkolił się wspólnie z innymi wybranymi kosmonautami w ramach programu wojskowej stacji kosmicznej Ałmaz. Pod koniec 1971 ćwiczył w załodze razem z Pawłem Popowiczem. Od jesieni 1972 do lutego 1973 – razem z Giennadijem Sarafanowem w trzeciej (rezerwowej) załodze przygotowywał się do lotu na stację kosmiczną Ałmaz (ОПС-101 «Алмаз»). Niestety kilkanaście dni po starcie stacja uległa dehermetyzacji w związku z czym wszystkie loty załogowe w jej kierunku zostały odwołane. Nieczynna stacja otrzymała oficjalną nazwę Salut 2.
Później, podobnie jak poprzednio, razem z Giennadijem Sarafanowem, rozpoczął przygotowania do lotu na pokładzie drugiej stacji kosmicznej Ałmaz (ОПС-101-2 «Алмаз»). Obiekt ten po wyniesieniu na orbitę otrzymał nazwę Salut 3. Obaj zostali mianowani do drugiej stałej załogi.
- 26–28 sierpnia 1974 – wziął udział w locie statku kosmicznego Sojuz 15.
Po powrocie z tej misji nigdy więcej nie został wyznaczony do lotu w kosmos.
- 1974 – 1978 – w Centrum Wyszkolenia Kosmonautów im. J. Gagarina dowodził niektórymi grupami kosmonautów.
- 1978 – 1983 – pełnił funkcję zastępcy naczelnika 1. Wydziału Centrum Wyszkolenia Kosmonautów ds. naukowo-badawczych i doświadczalnych.
- 26 stycznia 1982 – zwolniono Diomina z oddziału kosmonautów.

## Loty załogowe
- „Sojuz 15”

W lipcu 1974 został inżynierem pokładowym drugiej podstawowej ekspedycji na stację kosmiczną Salut 3. Dowódcą misji był Giennadij Sarafanow. Statek kosmiczny Sojuz 15 wystartował 26 sierpnia 1974. Diomin miał wówczas 48 lat i był najstarszym człowiekiem jaki znalazł się w kosmosie. Zgodnie z planem lotu statek załogowy miał połączyć się ze stacją kosmiczną, a kosmonauci wykonać na jej pokładzie zadania o charakterze wojskowym. Zadania tego nie udało się jednak zrealizować, ponieważ awarii uległ system zbliżania Sojuza. Silniki korekcyjne pojazdu zamiast wyhamowywać rozpędzały kapsułę. Kosmonautom udało się jedynie kilkukrotnie zbliżyć do celu swojej misji na odległość 30 – 50 metrów. W tych warunkach misję przerwano. Pojazd nie dysponował bowiem odpowiednim zapasem paliwa. Kosmonauci po dwóch dobach lotu, 28 sierpnia 1974 wylądowali na Ziemi 48 km od miasta Celinograd. Po raz pierwszy podczas radzieckich wypraw załogowych lądowanie nastąpiło nocą.
Władze radzieckie po zakończonym locie podały, że program lotu został wykonany, a zadaniem załogi było jedynie przećwiczenie na orbicie technik zbliżania i dokowania do stacji kosmicznej. O planach wejścia na stację nie wspomniano ani słowem.

## Po opuszczeniu oddziałów kosmonautów
W latach 1983–1988 – pracował w Ministerstwie Geologii ZSRR. Nadal uczestniczył w procesie szkolenia kosmonautów z zakresu geologii. Od 1988 przez pewien czas był pracownikiem naukowym zjednoczenia „Jużmorgeologia” (Южморгеология). Na emeryturę przeszedł w 1989.
Zmarł w Gwiezdnym Miasteczku 18 grudnia 1998 po długotrwałej chorobie nowotworowej.

## Nagrody i odznaczenia
- Medal „Za zasługi bojowe” (1957)
- Złota Gwiazda Bohatera Związku Radzieckiego (1974),
- Order Lenina (1974)
- Medal „Za rozwój dziewiczych ziem” (1974)
- Order Czerwonego Sztandaru Pracy (1984)
- Universal Astronaut Insignia za lot orbitalny (nr 73, pośmiertnie) – Stowarzyszenie Uczestników Lotów Kosmicznych (Association of Space Explorers(inne języki))[3]

## Wykaz lotów
| Loty kosmiczne, w których uczestniczył Lew S. Diomin         | Loty kosmiczne, w których uczestniczył Lew S. Diomin | Loty kosmiczne, w których uczestniczył Lew S. Diomin | Loty kosmiczne, w których uczestniczył Lew S. Diomin | Loty kosmiczne, w których uczestniczył Lew S. Diomin | Loty kosmiczne, w których uczestniczył Lew S. Diomin |
| №                                                            | Data startu                                          | Data lądowania                                       | Statek kosmiczny                                     | Funkcja                                              | Czas trwania                                         |
| ------------------------------------------------------------ | ---------------------------------------------------- | ---------------------------------------------------- | ---------------------------------------------------- | ---------------------------------------------------- | ---------------------------------------------------- |
| 1                                                            | 26 sierpnia 1974                                     | 28 sierpnia 1974                                     | Sojuz 15                                             | Inżynier pokładowy                                   | 2 dni 12 minut i 11 sekund                           |
| Łączny czas spędzony w kosmosie – 2 dni 12 minut i 11 sekund |                                                      |                                                      |                                                      |                                                      |                                                      |